# ميمي فيرنر
ميمي فيرنر (بالسويدية: Mimi Werner)‏ هي مغنية سويدية، ولدت في 17 ديسمبر 1990 في بوروس في السويد.

## وصلات خارجية
- ميمي فيرنر على موقع IMDb (الإنجليزية)
- ميمي فيرنر على موقع روتن توميتوز (الإنجليزية)
- ميمي فيرنر على موقع ميوزك برينز (الإنجليزية)
- ميمي فيرنر على موقع أول ميوزيك (الإنجليزية)
- ميمي فيرنر على موقع ديسكوغز (الإنجليزية)
- ميمي فيرنر على موقع قاعدة بيانات الفيلم (الإنجليزية)